# Jeździectwo na Letnich Igrzyskach Olimpijskich 2000

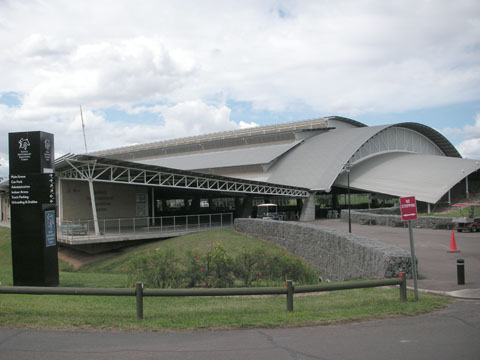
Sydney International Equestrian Centre – miejsce rozegrania zawodów jeździeckich podczas Letnich Igrzysk Olimpijskich 2000 w Sydney.

Jeździectwo na Letnich Igrzyskach Olimpijskich 2000 w Sydney zostało rozegrane w dniach 16 września – 1 października w hali Sydney International Equestrian Centre. Odbyły się trzy konkurencje jeździeckie zarówno indywidualnie jak i drużynowo: ujeżdżenie, konkurs skoków przez przeszkody i wszechstronny konkurs konia wierzchowego (WKKW). Jeźdźcy reprezentujący Holandię zwyciężyli w tabeli medalowej zawodów z dorobkiem czterech krążków (dwóch złotych i dwóch srebrnych medali). W zawodach udział wzięło 195 zawodników (128 mężczyzn i 67 kobiet) jeźdźców z 37 państw świata.

## Medaliści
| Konkurencja                          | | | |
| ------------------------------------ | --- | --- | --- |
| Ujeżdżenie indywidualnie             | Anky van Grunsven (Bonfire) | Isabell Werth (Gigolo FRH) | Ulla Salzgeber (Rusty) |
| Ujeżdżenie drużynowo                 | Niemcy · Isabell Werth · (Gigolo FRH) · Nadine Capellmann · (Farbenfroh) · Ulla Salzgeber · (Rusty) · Alexandra Simons de Ridder · (Chacomo) | Holandia · Ellen Bontje · (Silvano) · Anky van Grunsven · (Bonfire) · Arjen Teeuwissen · (Goliath) · Coby van Baalen · (Ferro)          | Stany Zjednoczone · Susan Blinks · (Flim Flam) · Robert Dover · (Ranier) · Guenter Seidel · (Foltaire) · Christine Traurig · (Etienne)           |
| WKKW indywidualnie                   | David O'Connor (Custom Made) | Andrew Hoy (Swizzle In) | Mark Todd (Eyespy II) |
| WKKW drużynowo                       | Australia · Phillip Dutton · (House Doctor) · Andrew Hoy · (Darien Powers) · Stuart Tinney · (Jeepster) · Matt Ryan · (Kibah Sandstone)      | Wielka Brytania · Ian Stark · (Jaybee) · Jeanette Brakewell · (Over To You) · Pippa Funnell · (Supreme Rock) · Leslie Law · (Shear H2O) | Stany Zjednoczone · Nina Fout · (3 Magic Beans) · Karen O'Connor · (Prince Panache) · David O'Connor · (Giltedge) · Linden Wiesman · (Anderoo)   |
| Skoki przez przeszkody indywidualnie | Jeroen Dubbeldam (De Sjiem) | Albert Voorn (Lando) | Khaled Al-Eid (Khashm al-’Aan) |
| Skoki przez przeszkody drużynowo     | Niemcy · Ludger Beerbaum · (Goldfever 3) · Lars Nieberg · (Esprit FRH) · Marcus Ehning · (For Pleasure) · Otto Becker · (Dobels Cento)       | Szwajcaria · Markus Fuchs · (Tinka’s Boy) · Beat Maendli · (Pozitano) · Lesley McNaught · (Dulf) · Willi Melliger · (Calvaro V)         | Brazylia · Rodrigo Pessoa · (Baloubet du Rouet) · Luiz Felipe De Azevedo · (Ralph) · Álvaro Miranda Neto · (Aspen) · André Johannpeter · (Calei) |

### Tabela medalowa zawodów
| Poz. | Państwo           |   |   |   | Łącznie |
| ---- | ----------------- | - | - | - | ------- |
| 1    | Holandia          | 2 | 2 | 0 | 4       |
| 2    | Niemcy            | 2 | 1 | 1 | 4       |
| 3    | Australia         | 1 | 1 | 0 | 2       |
| 4    | Stany Zjednoczone | 1 | 0 | 2 | 3       |
| 5    | Wielka Brytania   | 0 | 1 | 0 | 1       |
| 5    | Szwajcaria        | 0 | 1 | 0 | 1       |
| 7    | Arabia Saudyjska  | 0 | 0 | 1 | 1       |
| 7    | Brazylia          | 0 | 0 | 1 | 1       |
| 7    | Nowa Zelandia     | 0 | 0 | 1 | 1       |
|      | Łącznie           | 6 | 6 | 6 | 18      |